# Yako
Yako – miasto w środkowej części Burkina Faso. Jest stolicą prowincji Passoré.

## Osobistości
- Thomas Sankara – prezydent